# Салвадорски колон
Вижте пояснителната страница за други значения на колон.
Салвадорският колон (на испански: colón salvadoreño) е бившата национална валута на Салвадор.
За първи път е въведен през 1892 г. 1 салвадорски колон е равен на 100 сентаво. Емитира се от Банка Салвадор. Международният код на валутата е SVC.
Заменен е с Щатския долар от 1 януари 2002 г.